# Брекет, Натан
Натан Брекет — бывший музыкальный журналист и руководитель в Amazon Music.

## Карьера
Брекет начинал карьеру в 1991 году в журнале Musician и дослужился там до заместителя редактора. В 1996 он покинул Musician и стал музыкальным редактором в журнале Time Out New York.
Натан покинул Time Out и присоединился к Rolling Stone в 1996, где он стал заместителем редактора. В 2001 егод повысили до старшего редактора. В 2007 он стал редактором онлайн вресии, RollingStone.com. В 2007 он также занял позицию заместителя управляющего директора Rolling Stone, на которой оставался до 2013 когда он стал исполнительным редактором всего Rolling Stone.
В 2016, он покинул Rolling Stone и перешёл на должность руководителя редакции в Amazon Music.